# شهرستان پلت (میزوری)
شهرستان پلت، میزوری (به انگلیسی: Platte County, Missouri) یک سکونتگاه مسکونی در ایالات متحده آمریکا است که در میزوری واقع شده‌است.